# Foglizzo
Foglizzo é uma comuna italiana da região do Piemonte, província de Turim, com cerca de 2.180 habitantes. Estende-se por uma área de 15 km², tendo uma densidade populacional de 145 hab/km². Faz fronteira com San Giorgio Canavese, San Giusto Canavese, Caluso, Bosconero, San Benigno Canavese, Montanaro.

## Demografia
| Variação demográfica do município entre 1861 e 2011                               |
|                                                                                   |
| Fonte: Istituto Nazionale di Statistica (ISTAT) - Elaboração gráfica da Wikipedia |